# 劇団メルヘン王国
劇団メルヘン王国合同会社は、プロナレーター及び声優、俳優として活躍中の羽田智彦 (はだ ともひこ) が福岡県うきは市主催「創業スタートアップセミナー」第7期生を経て設立した、幼児、子供向けのぬいぐるみ人形劇(着ぐるみ人形劇)の商業公演、企画。
制作、実演(公演)を行う劇団。本社及び事務所所在地は福岡県うきは市羽浮町内に所在。設立と共に商業公演を開始。基本構成劇団員は5名＋公演時メンバーを募集する形式で公演。主な協賛先と業務提携先は劇団飛行船、公益財団法人すぎのこ芸術文化振興会、劇団銀河鉄道である。公式マスコットキャラクターは「メルルちゃん」と「ドリムくん」の2キャラクター。同劇団は幼稚園児向け、子供向けの「読み聞かせ」公演も行い、ぬいぐるみ人形劇(着ぐるみ人形劇)の文化醸成や地方公演を通じたぬいぐるみ人形劇(実演公演)の良さを地道にアピールし公演を重ねている。

## 設立経緯
1972年生まれ、岐阜県岐阜市出身の羽田智彦が平成8年(1996年)に上京し、声優及び俳優、プロナレーターを目指し81プロデュース演劇研究科を経て81プロデュース研修所、養成所を卒業後に声優、プロナレーターとして現役の際、小劇場系の芝居やミュージカル、日舞などに出演し経験を重ねた後、ぬいぐるみ人形劇団「劇団バク」の地方公演や提携公演での協力を経験。その後、それらの商業演劇に携わる中で「ぬいぐるみ人形劇」(着ぐるみ人形劇)に感銘を受け、独自のぬいぐるみ人形劇団を立ち上げる方法を模索。2023年7月「福岡県うきは市 創業スタートアップセミナー」の受講経験を活かし、うきは市内でぬいぐるみ人形劇の商業劇団を設立するに至った。尚、劇団メルヘン王国(合同会社/法人化設立後)は2021年9月の時点で登記を完了している。

## 沿革及び概要
2021年
「劇団バク」業務提携公演
- 4月 - 「田舎のネズミと都会のネズミ」(ぬいぐるみ人形劇/劇団バク演目)を公演。

※その後「金のおの銀のおの」(ぬいぐるみ人形劇/劇団バク演目)、「ネズミの嫁入り」(ぬいぐるみ人形劇/劇団バク演目)を公演。
- 5月 - 「田舎のネズミと都会のネズミ」福岡県大野城市で公演。
- 6月 - 「田舎のネズミと都会のネズミ」兵庫県豊岡市、兵庫県神戸市、山形県飽海郡、宮城県仙台市で公演。
- 7月 - 「田舎のネズミと都会のネズミ」群馬県前橋市、岐阜県岐南町、福岡県古賀市(千穐楽公演)。

「劇団メルヘン王国」法人設立後
- 9月 - 劇団メルヘン王国合同会社 設立登記。
- 9月 - 「ネズミの嫁入り」(ぬいぐるみ人形劇/初演)神奈川県横浜市で公演。大分県中津市で公演。
- 10月 - 「ネズミの嫁入り」福島県いわき市、福岡県白河群、福島県会津若松市、福岡県国見町、福岡県郡山市、北海道札幌市で公演。
- 11月 - 「ネズミの嫁入り」北海道札幌市屯田町、北海道旭川市、宮城県加美郡、福島県二本松市、山形県山形市、新潟県新潟市で公演。
- 12月 - 「ネズミの嫁入り」愛知県、兵庫県豊岡市で公演。
- 12月 - 劇団メルヘン王国マスコットキャラクター「メルル」と「ドリム」の原案・下絵・キャラクターデザインを作製。
- 12月 - 「ネズミの嫁入り」広島県庄原市、福島県会津若松市、北海道札幌市、宮城県登米市、福島県福島市、愛知県名古屋市、香川県善通寺市、高知県四万十市、大分県佐伯市、大分県宇佐市、福岡県福岡市など各地で公演。

2022年
「ネズミの嫁入り」(※劇団バク演目)
- 2022年1月 - 兵庫県神戸市灘区、宮城県仙台市で公演。
- 2月12日 - 劇団メルヘン王国マスコットキャラクター「メルルちゃん」と「ドリムくん」のキャラクターデザイン(彩色済)を策定しロゴを正式決定。
- 2月 - 東京都町田市、新潟県新潟市、滋賀県大津市で公演。
- 3月 - 福岡県行橋市、佐賀県小城市、鹿児島県川内市などで公演。
- 4月 - 大阪府狭山市、兵庫県神戸市各市で公演。
- 5月 - 富山県富山市、大阪府和泉市で公演。
- 6月 - 千葉県八街市、大阪府、兵庫県神戸市児童館、神奈川県大和市、広島県呉市、広島県福山市、大分県中津市、大分県臼杵市、東京都府中市で公演。
- 7月 - 香川県善通寺市、香川県丸亀市で公演。
- 8月 - 東北各県で公演。
- 9月 - 長野県佐久市、岩手県一関市、福島県郡山市、宮城県仙台市、青森県八戸市、北海道函館市、千歳市、室蘭市、和寒市、稚内市各地で公演。
- 10月 - 北海道札幌市、妹背牛町、比布町、苫小牧市、福島県福島市、宮城県宮城市、栃木県宇都宮市で公演。
- 11月 - 和歌山県和歌山市、兵庫県神戸市、広島県広島市、鹿児島県鹿児島市、福岡県川崎町、長崎県大村市、長崎県島原市、愛媛県宇和島市、高知県香美市で公演。
- 12月 - 愛媛県松山市、岐阜県美濃加茂市、岐阜県羽島市、埼玉県東松山市、群馬県太田市、群馬県高崎市、千葉県千葉市、埼玉県越谷市、神奈川県横浜市、茨城県北相馬郡、埼玉県北葛飾市、岐阜県岐阜市、京都府亀岡市、福岡県うきは市で公演。

2023年
「ネズミの嫁入り」(※劇団バク演目)
- 1月 - 福岡県福岡市、佐賀県杵島郡、長崎県、広島県安佐北区、島根県六日市、広島県呉市、大分県大分市、香川県坂出市の各地で公演。
- 2月 - 徳島県徳島市、宮城県塩竈市、宮城県仙台市、山形県山形市、群馬県高崎市、東京都西東京市、千葉県香取市、埼玉県幸手市、茨城県潮来市、千葉県千葉市、群馬県富岡市各地で公演。
- 3月 - 神奈川県伊勢原市、東京都荒川区、茨城県下妻市、千葉県千葉市、群馬県高崎市、神奈川県横浜市、山梨県山梨市(千穐楽公演)各地で公演。
- 7月 - 「福岡県うきは市 創業スタートアップセミナー」第7期生として卒業をした羽田智彦が、劇団メルヘン王国合同会社を福岡県うきは市内に正式設立。
- 7月 - ぬいぐるみ人形劇商業公演開始に当り、劇団飛行船、劇団銀河鉄道の二団体と業務提携を開始。

「劇団飛行船」業務提携公演
「マスクプレイミニシアター ロビンフッドの冒険」(※劇団飛行船演目)
- 2023年7月 - 鹿児島県頴娃町こぎく園大川デイサービスセンターで公演。

(※劇団メルヘン王国 法人化後の初公演)
- 8月 - 大分県日田市で公演。
- 9月 - 福岡県八女市で公演。
- 10月 - 福岡県古賀市、八女市で公演。
- 11月 - 長崎県松浦市、長野県松本市、広島県尾道市、広島県福山市、岡山県津山市で公演。
- 12月 - 愛媛県松山市、鹿児島県鹿児島市、福岡県太宰府市(千穐楽公演)各地で公演。

2024年
「マスクプレイミニシアター  ヘンゼルとグレーテル」(※劇団飛行船演目)
- 2024年1月 - 佐賀県佐賀市、宮崎県延岡市、大分県日田市、福岡県福岡市、福岡県春日市、長崎県長崎市、大分県大分市、大分県臼杵市で公演。
- 2月 - 岡山県岡山市で公演。
- 3月 - 福岡県博多市(博多市民センター)公演、佐賀県唐津市、熊本県熊本市、福岡県大野城市、福岡県太宰府市("ロビンフッドの冒険"千穐楽公演)各地で公演。
- 6月 - 佐賀県唐津市、鹿児島県鹿児島市、熊本県菊池郡で公演。
- 7月 - 長崎県長崎市、福岡県八女市で公演。
- 8月 - 福岡県うきは市(「うきは市文化事業」るり色ふるさと館で公演)
- 9月 - 鹿児島県鹿児島市、長崎県西海市、熊本県八代市、長崎県島原市、福岡県古賀市で公演。
- 10月 - 長崎県南島原市、長崎県諫早市、大分県大分市で公演。
- 11月 - 徳島県三好市、筑後地区私立幼稚園振興大会、長崎県佐世保市、福岡県みやま市、福岡県大川市、山口県萩市、高知県越智町、広島県三原市、広島県福山市で公演。
- 12月 - 福岡県飯塚市、福岡県太宰府市、福岡県うきは市(うきはコミュニティセンター)で公演。

2025年
「マスクプレイミニシアター  ヘンゼルとグレーテル」(※劇団飛行船演目)
- 2025年1月 - 大分県玖珠郡、佐賀県佐賀市、熊本県菊池郡、福岡県飯塚市、福岡県福岡市、鹿児島県鹿児島市で公演。
- 2月 - 大分県大分市、福岡県行橋市、長崎県長崎市、熊本県熊本市、佐賀県唐津市で公演。
- 3月 - 佐賀県唐津市、熊本県熊本市、熊本県菊池郡、福岡県久留米市、鹿児島県鹿児島市で公演。
- 6月 - 宮崎県三殿町("ヘンゼルとグレーテル"千穐楽公演)

「マスクプレイミニシアター  三匹のこぶた」(※劇団飛行船演目)
- 6月 - 福岡県福岡市、福岡県粕屋郡、福岡県久留米市、長崎県西海市で公演。